# Jolanta Sztachelska
Jolanta Sztachelska – polska historyk, dr hab. nauk humanistycznych, profesor Kolegium Literaturoznawstwa Wydziału Filologicznego Uniwersytetu w Białymstoku.

## Życiorys
W 1990 obroniła pracę doktorską Władysław Stanisław Reymont wobec tradycji i współczesnej prozy reportażowej (1863-1905), 20 kwietnia 2004 habilitowała się na podstawie pracy zatytułowanej Czar i zaklęcie Sienkiewicza. Studia i szkice. 20 czerwca 2018 nadano jej tytuł profesora w zakresie nauk humanistycznych. Jest profesorem Kolegium Literaturoznawstwa Wydziału Filologicznego Uniwersytetu w Białymstoku.
Była dyrektorem w Instytucie Filologii Polskiej na Wydziale Filologicznym Uniwersytetu w Białymstoku.
Odznaczony Srebrnym (2005) i Złotym (2020) Krzyżem Zasługi.